# Rio Cracu (Tazlău)
O Rio Cracu (Tazlău) é um rio da Romênia, afluente do Pârâul Negru, localizado no distrito de Neamţ.